# Сырнак
Сырнак (болг. Сърнак) — село в Болгарии. Находится в Кырджалийской области, входит в общину Крумовград. Население составляет 147 человек.

## Политическая ситуация
В местном кметстве Звынарка, в состав которого входит Сырнак, должность кмета (старосты) исполняет Тахсин Мехмед Ибрям (Движение за права и свободы (ДПС)) по результатам выборов правления кметства.
Кмет (мэр) общины Крумовград — Себихан Керим Мехмед (Движение за права и свободы (ДПС)) по результатам выборов в правление общины.